# Lista över ämbetsverk inrättade av regeringen Erlander III
Detta är en lista över ämbetsverk inrättade av den tredje Erlanderregeringen mellan oktober 1957 och oktober 1969.

## 1958
- Sjömansskattenämnden  (1 juli)
- Socialförsäkringens administrationsnämnd (1 juli)

## 1959
- Allmänna Pensionsfondens tre första fondstyrelser  (1 juli)
- Statens råd för atomforskning  (1 juli)

## 1960
- Nämnden för undervisningssjukhusens byggande  (1 juli)

## 1961
- Centrala regionsjukvårdnämnden  (1 februari)
- Personalutbildningsnämnden  (1 mars)
- Riksförsäkringsverket  (1 juli)
- Försäkringsdomstolen  (1 juli)
- Riksrevisionsverket  (1 juli)
- Norrlandsfonden  (1 oktober)
- Malmfonden  (1 oktober)

## 1962
- Nämnden för internationellt bistånd  (1 januari)
- Överstyrelsen för ekonomisk försvarsberedskap  (1 januari)
- Särskilda rådgivare i frågor rörande svensk upplysningsverksamhet i  utlandet  (1 maj)
- Statens samarbetsdelegation för förplägnadsfrågor  (1 maj)
- Försvarets upplysningsnämnd  (1 juli)
- Försvarets chefsnämnd  (1 juli)
- Försvarsrådet  (1 juli)
- Bankinspektionen  (1 juli)
- Ekonomiska planeringsrådet  (1 december)
- Utredningsrådet  (1 december)
- Hjälpmedelsnämnden  (1 december)

## 1963
- Forskningsberedningen  (1 januari)
- Statens grupplivnämnd  (1 januari)
- Civila statsförvaltningens personalnämnd  (1 maj)
- Statens institut för hantverk och industri  (1 juli)
- Försvarets intendenturverk  (1 juli)
- Statens naturvårdsnämnd  (1 juli)
- Försvarsmedicinska forskningsdelegationen  (1 juli)
- Statens personalpensionsverk  (1 juli)
- Statens nämnd för förhandlingar med kommuner  (1 juli)
- Statens personalvårdsnämnd  (1 november)

## 1964
- Fideikommissnämnden  (1 januari)
- Statens luftvårdsnämnd  (1 februari)
- Centrala studiehjälpsnämnden  (1 juli)
- Universitetskanslersämbetet  (1 juli)
- Socialhögskolorna  (1 juli)
- Exekutionsväsendets organisationsnämnd  (1 juli)
- Centrala folkbokförings- och uppbördsnämnden  (1 juli)
- Statens kriminaltekniska laboratorium  (1 juli)
- Rikspolisstyrelsen  (1 juli)
- Institutet för verkstadsteknisk forskning  (1 juli)
- Kriminalvårdsstyrelsen  (1 december)
- Kriminalvårdsnämnden  (1 december)

## 1965
- Statens avtalsverk  (1 juli)
- Styrelsen för internationell utveckling  (1 juli)
- Samarbetsnämnden för jordbrukets högskolor  (1 juli)

## 1966
- Skatteutjämningsnämnden  (1 januari)
- Institutet för vatten- och luftvårdsforskning  (1 januari)
- Värnpliktsnämnden  (1 juli)
- Statens maskinpersonalnämnd  (1 juli)
- Arbetsmedicinska institutet  (1 juli)
- Kollegiet för Sverige-information i utlandet  (1 juli)
- Statens råd för vetenskaplig information och dokumentation  (1 juli)

## 1967
- Statens förlikningsmannaexpedition  (1 juli)
- Institutet för skogsförbättring  (1 juli)
- Luftfartsverket  (1 juli)
- Resegarantinämnden  (1 juli)
- Statens råd för skogs- och jordbruksforskning  (1 juli)
- Statens vägverk  (1 juli)
- Statens naturvårdsverk  (1 juli)
- Statens planverk  (1 juli)
- Statens lantbruksinformation  (1 juli)
- Sveriges investeringsbank  (1 juli)

## 1968
- Statens trafiksäkerhetsverk  (1 januari)
- Transportnämnden  (1 januari)
- Nämnden för sjukvårds- och socialvårdsbyggnader  (1 januari)
- Sjukvårdens - och socialvårdens planerings - och rationaliseringsinstitut  (1 januari)
- Näringspolitiska rådet  (1 juli)
- Styrelsen för teknisk utveckling  (1 juli)
- Försvarets materielverk  (1 juli)
- Försvarets rationaliseringsinstitut  (1 juli)
- Handikappinstitutet (1 juli)
- Värnpliktsverket  (1 juli)
- Svenska träforskningsinstitutet  (1 juli)

## 1969
- Industridepartementet (1 januari)
- Kulturrådet  (1 januari)
- Sjöfartsverket (1 juli)
- Sjösäkerhetsrådet  (1 juli)
- Statens invandrarverk  (1 juli)
- Sjömansnämnden  (1 juli)